# Exocentrus gilmouri
Exocentrus gilmouri es una especie de escarabajo longicornio  perteneciente al género Exocentrus, categorizada en la tribu Exocentrini, de la subfamilia Lamiinae.
Mide 4,5 mm de longitud. El período de vuelo para ejemplares adultos se presenta en abril.

## Taxonomía
Se atribuye su descripción al entomólogo de origen austríaco Stephan von Breuning, quien la citó por primera vez en 1962. La especie aparece registrada en la sección Nouvelles formes de Lamiaires (Quatorzième partie) del Bulletin de l’Institut Royal des Sciences Naturelles de Belgique, 38 (40): 1–16, f. 5, publicada por Breuning Stephan en 1962.

## Distribución
Se distribuye por Oceanía, específicamente en Papúa Nueva Guinea.